# Martial Célestin
Martial Célestin (ur. 4 października 1913 w Port-au-Prince, Haiti, zm. 4 lutego 2011 tamże) – haitański polityk. Pierwszy premier kraju od 9 lutego do 20 czerwca 1988 roku; bezpartyjny.